# Juan Llorens
Juan Llorens, en valenciano Joan Llorens (Valencia, 1458-id, 1521) está considerado como el ideólogo y fundador de la revuelta de las Germanías de Valencia. Pretendía el establecimiento de una república. Con ello, los germanos exigían una ciudad libre, exclusivamente gobernada por la justicia popular.
Agermanado del gremio de los pelaires de Valencia, su objetivo era reivindicar activamente la restauración del monopolio gremial en la manufactura textil. Dirigió el movimiento revolucionario (1519-1520) de los gremios contra la aristocracia urbana. Formaba parte de la burguesía local de la ciudad de Valencia y actuó como el primer líder de la Junta de los Trece.
A su muerte, el carácter moderado de la revuelta se sustituyó por uno más radical y bélico, capitaneado por Vicente Peris. En este proceso, la revuelta adopta una evolución ideológica, desde un carácter reivindicador político y comercial de la burguesía local, a una revolución de clases generalizada a todo el Reino de Valencia.